# Orzeczenie w sprawie Cassis de Dijon
Orzeczenie w sprawie Cassis de Dijon – orzeczenie Europejskiego Trybunału Sprawiedliwości zapadłe 20 lutego 1979 roku, zgodnie z którym ogólną zasadą jest, że towar legalnie wyprodukowany i wprowadzony do obrotu w jednym państwie Unii Europejskiej powinien być dopuszczony na rynki pozostałych państw członkowskich, wprowadzająca również zasadę wymogów imperatywnych. Sama sprawa dotyczyła wprowadzenia na niemiecki rynek likieru o nazwie Cassis de Dijon. ETS w orzeczeniu stwierdził, iż zakazane są środki o podobnym działaniu jak ograniczenia ilościowe.

## Zasada wymogów imperatywnych
Wymienił także wymogi imperatywne, tzn. przypadki, gdy przeszkody w swobodzie przepływu towarów będą tolerowane. Ma to miejsce, gdy państwo członkowskie w sposób uzasadniony powołuje się na, m.in.:
- skuteczność kontroli podatkowej
- ochronę zdrowia publicznego
- rzetelność obrotu handlowego
- ochronę konsumentów.

Powyższy katalog jest katalogiem otwartym (nie jest to wyliczenie enumeratywne).

## Wpływ na prawo szwajcarskie
1 lipca 2010 również niebędąca członkiem UE Szwajcaria przyjęła zasadę Cassis de Dijon. Towary, które zostały legalnie produkowane lub wprowadzane do obrotu zgodnie z normami obowiązującymi w Unii Europejskiej, mogą być również legalnie produkowane lub wprowadzane do obrotu w Szwajcarii lub importowane z UE do Szwajcarii.